# Tryfon
Tryfon – imię męskie pochodzenia greckiego. Wywodzi się od greckiego τρυφη (tryfe), co oznacza "miękkość, łagodność". Wśród świętych – św. Tryfon, męczennik (III wiek).
Tryfon imieniny obchodzi 3 lipca.
Żeński odpowiednik: Tryfonia.
Zobacz też:
- Trifon Zarezan (Dzień Świętego Tryfona) – święto wina, obchodzone w Bułgarii i lokalnie w innych państwach bałkańskich (m.in. w Serbii), mające prawdopodobnie swój początek w kulcie Dionizosa[1]. Nazwa święta pochodzi od imienia św. Tryfona.